# Paralomis cubensis
Paralomis cubensis är en kräftdjursart som beskrevs av Fenner A. Chace 1939. Paralomis cubensis ingår i släktet Paralomis och familjen trollkrabbor. Inga underarter finns listade i Catalogue of Life.